# Machtsgenerator
Een machtsgenerator is een pseudotoevalsgenerator, een algoritme dat pseudotoevalsgetallen produceert. Dat zijn getallen die deterministisch worden voortgebracht en dus niet echt willekeurig zijn, maar veel eigenschappen van toevalsgetallen hebben. 

## Definitie
Een machtsgenerator is een algoritme voor het berekenen van de rij {\displaystyle (u_{n})} via de recursieve relatie:
{\displaystyle u_{n}=u_{n-1}^{e}{\pmod {m}}};
Daarin zijn {\displaystyle u_{0}} (de startwaarde), {\displaystyle m} en {\displaystyle e} gehele getallen zodanig dat ggd{\displaystyle (u_{0},m)=1}.
Voor de gegenereerde getallen geldt: {\displaystyle 0\leq u_{n}\leq m-1}.
De machtsgenerator heeft veel toepassingen op het gebied van cryptografie. Daarnaast zijn pseudotoevalsgetallen ook van belang voor numerieke simulaties van Monte Carlo-methoden, numerieke analyse, het testen van computerchips voor gebreken en de programmering van speelautomaten. Verschillende toepassingen vereisen verschillende eigenschappen van de getallen.

## Complexiteit
Voor een machtsgenerator met {\displaystyle m} een priemgetal en periode {\displaystyle T} kan de lineaire complexititeit L afgeschat worden door:
{\displaystyle L\geq {\frac {T^{2}}{m-1}}}.

## RSA-generator
Een bijzonder geval van een machtsgenerator is de RSA-generator.
Als {\displaystyle d} zodanig gekozen wordt dat {\displaystyle \operatorname {ggd} (e,\varphi (m))=1}, met {\displaystyle \varphi (m)} de Eulerfunctie, wordt de generator RSA-generator genoemd. Het is aangetoond dat als de periode {\displaystyle T} van de rij {\displaystyle (u_{n})} voldoet aan de ongelijkheid {\displaystyle T\leq m^{3/4+\varepsilon }} voor een gegeven {\displaystyle e>0}, dan zijn de fracties {\displaystyle (u_{n}/m)_{n=1}^{T}} uniform verdeeld op het interval [0,1].

## Blum-Blum-Shub generator
Een ander speciall geval is de Blum-Blum-Shub-generator,
Als {\displaystyle e=2}, wordt de generator Blum-Blum-Shub-generator genoemd, bedacht  door Lenore Blum, Manuel Blum and Michael Shub in 1986.
Deze generator is van de vorm {\displaystyle u_{n}\equiv u_{n-1}^{2}\!\!\!{\pmod {m}}}, met {\displaystyle m=pq} het product van twee grote priemgetallen {\displaystyle p} en {\displaystyle q}. Bij elke stap van het algoritme wordt een uitkomst verkregen uit het berekende getal {\displaystyle u_{n}}. Die uitkomst is meestal de pariteitsbit van {\displaystyle u_{n}} of een of meer van de minst significante bits van {\displaystyle u_{n}}.
De beginwaarde {\displaystyle u_{0}} moet een geheel getal zijn ongelijk aan 1 en {\displaystyle \operatorname {ggd} (u_{0},m)=1}. De priemgetallen {\displaystyle p} en {\displaystyle q} moeten beide modulo 4 congruent zijn met 3 (dit garandeert dat elk kwadratisch residu een wortel heeft die ook een kwadratisch residu is) en {\displaystyle \operatorname {ggd} (\varphi (p-1),\varphi (q-1))} moet klein zijn (dit maakt de cycluslengte groot).
Een interessant kenmerk van de Blum-Blum-Shub-generator is de mogelijkheid om elke {\displaystyle u_{i}} rechtstreeks te berekenen (via de stelling van Euler).

### Beveiliging
De Blum-Blum-Shub-generator is niet geschikt voor gebruik in simulaties, alleen voor cryptografie, omdat het algoritme erg traag is. Het heeft wel een ongewoon sterke beveiliging; de kwaliteit van de generator hangt af van de rekentechnische moeilijkheid van het ontbinden in priemfactoren.
Als factorisatie in priemfactoren moeilijk is (zoals wordt vermoed), zou de Blum-Blum-Shub-generator met grote {\displaystyle m} een output moeten hebben vrij van niet-willekeurige patronen die kunnen worden ontdekt met niet te veel berekeningen. Zo lijkt het net zo veilig als andere encryptietechnologieën gebonden aan de factorisatieprobleem, zoals RSA-encryptie.

### Lineaire complexiteit
Neem aan dat de rij {\displaystyle (u_{n})} periodiek is met periode {\displaystyle T}. Dan geldt voor de lineaire complexiteit {\displaystyle L} van de Blum-Blum-Shub-generator de afschatting:
{\displaystyle L\geq T\varphi (m)^{-1/2}}.
Met behulp van van de Chinese reststelling kan men zien dat de lineaire complexiteit modulo een samengesteld getal {\displaystyle m} gelijk is aan de grootste lineaire complexiteit modulo alle priem machtsdelers van {\displaystyle m}. Dit geldt inderdaad als {\displaystyle m=m_{1}m_{2}}, met {\displaystyle m_{1},m_{2}\geq 2} relatief priem en als een zekere oneindige rij {\displaystyle (s_{n})} voor {\displaystyle n=1,2,\ldots } voldoet aan de congruenties:
{\displaystyle S_{n+L_{1}}\equiv a_{L_{1}-1}s_{n+L_{1}-1}+\ldots +a_{0}S_{n}{\pmod {m_{1}}}}
en
{\displaystyle S_{n+L_{2}}\equiv b_{L_{2}-1}s_{n+L_{2}-1}+...+b_{0}S_{n}{\pmod {m}}_{2}}
We zetten {\displaystyle b_{k}=a_{k}=0} voor {\displaystyle k<0} en definiëren vervolgens integers
{\displaystyle 0\leq c_{0},\ldots ,c_{L-1}\leq m-1,} met {\displaystyle L={\rm {max}}\{L_{1},L_{2}\}}
vanuit de congruenties:
{\displaystyle c_{L-j}\equiv a_{L1-j}{\pmod {m_{1}}}} en {\displaystyle c_{L-j}\equiv b_{L2-j}{\pmod {m_{2}}}}.
Dan geldt dat {\displaystyle S_{n+L}\equiv c_{L-1}s_{n+L-1}+\ldots +c_{0}S_{n}{\pmod {m}},n=1,2,\ldots }
Daarom geldt dat voor een Blum-integer {\displaystyle m=pq} met {\displaystyle p\equiv q\equiv m^{1/2}} dat de lineaire complexiteit {\displaystyle L} de volgende formule niet overschrijdt:
{\displaystyle L={\rm {max}}\{L_{p},L_{q}\}\leq {\rm {max}}\{T_{p},T_{q}\}\leq {\rm {max}}\{p,q\}=(1+o(1))m^{1/2},}
met {\displaystyle L_{p}} en {\displaystyle T_{p}} de lineaire complexiteit en de periode modulo {\displaystyle p} en {\displaystyle L_{q}} en {\displaystyle T_{q}} de lineaire complexiteit en de periode modulo {\displaystyle q}.
In het meest interessante geval voor toepassing, namelijk als de periode {\displaystyle T} van orde {\displaystyle m} is, geven bovenstaande formules dat {\displaystyle L} van grootst mogelijke orde {\displaystyle {\sqrt {m}}} is.